# Asura mediastina
Asura mediastina là một loài bướm đêm thuộc phân họ Arctiinae, họ Erebidae.